# Deneuille-lès-Chantelle
Deneuille-lès-Chantelle är en kommun i departementet Allier i regionen Auvergne-Rhône-Alpes i de centrala delarna av Frankrike. Kommunen ligger  i kantonen Chantelle som ligger i arrondissementet Moulins. År 2022 hade Deneuille-lès-Chantelle 93 invånare.

## Befolkningsutveckling
Antalet invånare i kommunen Deneuille-lès-Chantelle
Referens: INSEE